# Jenny Elvers
Jenny Elvers, gift Elvers-Elbertzhagen, (født 11. maj 1972 i Amelinghausen) er en tysk skuespillerinde og programleder.
Hun studerede skuespil i Berlin, Hamburg og Chicago, og har virket som skuespillerinde og programleder siden begyndelsen af 1990'erne. Hun er gift med sin agent Goetz Elbertzhagen.

## Filmografi
- 1995 – Männerpension (instr: Detlev Buck)
- 1996 – Knockin' On Heaven's Door (med Til Schweiger)
- 1994 – Otto – Die Serie (med Otto Waalkes)
- 1995 – Der Elefant vergisst nie (instr: Detlev Buck)
- 1996 – Nikola (fjernsynsserie)
- 1998 – Top of the Pops (programleder)
- 2006 – Knallhart (instr: Detlev Buck)